# Alice Rahon
Alice Rahon, registrada al nacer como Alice Marie Yvonne Philippot (Chenecey-Buillon, Quingey, Francia, 1904 – Ciudad de México, México, 1987), fue una poeta y pintora surrealista francesa que radicó una buena parte de su vida en México, en donde fue una precursora del expresionismo abstracto. Su período de mayor actividad pictórica se dio entre las décadas de los cuarenta y los sesenta.[cita requerida]

## Reseña biográfica

### Nacimiento e infancia
Alice Philppot nació en el seno de una familia humilde en el este de Francia. Su madre fue cocinera y su padre valet. Pasó parte de su infancia en casa de sus abuelos paternos en Roscoff, en la región francesa de Bretaña. De muy joven tuvo un accidente que en el que se lastimó la cadera, por lo que pasó tres años en reposo. Ahí aprovechó el tiempo leyendo, dibujando y pintando. A los doce años de edad sufrió un nuevo accidente, en el que se rompería la pierna, afectando aún más su problema de cadera, por lo que toda su vida padeció dolor y dificultad para caminar. Este hecho la marcaría de por vida e influiría en su producción artística.
Otro evento que fue significativo para ella fue un hijo que tuvo siendo adolescente, el cual nació con un problema congénito y falleció al poco tiempo de nacer.

### Inicio en el surrealismo
En 1931 se mudó a París al lado de su hermana y se vio inmersa en la escena bohemia de esta ciudad. Fue ahí donde conoció a Wolfgang Paalen, un pintor austriaco, con quien se casó en 1934. Para la artista su estancia en París sería su entrada al surrealismo y su comienzo en la poesía. Conoció a personajes como Paul Éluard y Max Ernst. En 1934 se casó con Paalen y como pareja viajaron a la Cueva de Altamira en España y ella, al lado de la poeta Valentine Penrose, viajaría a la India en 1936. Ambos viajes ejercieron un fuerte impacto en su vida y en su obra, lo que se aprecia en sus poemarios À même la terre (1936) y Sablier couché (1938), la cual fue reconocida en su momento por André Breton.

### Estancia en México
A pesar de que viajó por Asia y Europa, fue en México donde desarrolló gran parte de su obra pictórica. En 1939 fue invitada por André Breton y Frida Kahlo, a quien conoció en París ese mismo año, para que visitara el país al lado de Paalen y Eva Sulzer, una amiga fotógrafa. Sin embargo, antes deciden viajar a Alaska y a la Costa Oeste de los Estados Unidos para apreciar el arte indígena de esta región. En septiembre de ese año llegan a México, donde primero se hospedan en un hotel en el barrio de San Ángel, época en a que se hacen amigos de Frida Kahlo y Diego Rivera. Rahon rápidamente sintió empatía con Kahlo, quien había sufrido problemas físicos similares a los de ella. Esto se vería reflejado más tarde en su obra pictórica La balada para Frida Kahlo.[cita requerida]
Durante su estancia en San Ángel se enteran de que ha estallado la Segunda Guerra Mundial, por lo que la pareja decide establecerse permanentemente en México, de donde ella se haría ciudadana en 1946. El cambio de residencia la impulsó a dejar de lado la escritura para abocarse principalmente a la pintura.
En 1947, tras divorciarse de Paalen y tomar el apellido de Rahon, se casó con el escenógrafo canadiense Edward Fitzgerald, con quien realizó algunos proyectos conjuntos, aunque su matrimonio duró poco tiempo.
En los años cincuenta se volvió parte de los círculos de intelectuales radicados en México y en los Estados Unidos, como Rufino Tamayo, Carlos Mérida, Gordon Onslow Ford, Anaïs Nin, Henry Moore, Octavio Paz y Henri Miller, entre otros. Tras su muerte se encontraron registros que ella escribió sobre estos encuentros.
Se estableció en Acapulco en una casa a la que llamaría “Las flores”, porque en este lugar podía nadar, un ejercicio que se le facilitaba y la ayudaba con su condición. Sin embargo, su salud se vio mermada cuando sufrió otra caída en las escaleras de la Galería Pecanins en 1967.
Tiempo después se llevaron a cabo dos exposiciones importantes de su obra, una en la Galería de Arte Mexicano en 1975 y otra en el Palacio de Bellas Artes de México en 1986. Tras esto, sufrió una caída que la lastimaría gravemente, por lo que se mudó a un asilo, donde murió en septiembre de 1987.

## Trayectoria artística
En 1935, totalmente inmersa en el movimiento surrealista, Alice Rahon publicó dos poemarios: À la meme terre (1936) con una portada diseñada por Yves Tanguy y Sablier Couche ilustrado por Joán Miró en 1938, ambos proyectos apoyados por André Breton. En México, aunque poco a poco fue dejando la poesía, publicó el poemario Noir Animal, acompañado de un retrato suyo hecho por Paalen. También escribió para la revista de Paalen, DYN, la cual estaba escrita en inglés y francés debido a que estaba dedicada a la comunidad extranjera radicada en México interesada en el arte moderno y en el arte primitivo. También fungió como editora de esta revista, por lo que convivió con escritores como Miguel Covarrubias, Alfonso Caso y Jorge Enciso. En este periodo escribió una de sus poesías más reconocidas, "Muttra", inspirada en su viaje a la India.
Desde el año de 1944, Alice Rahon comenzó a exhibir su obra, no solo en México, sino en países como los Estados Unidos, Japón, Francia y Líbano, por lo que viajó constantemente. En esa misma década se interesó por otros campos, como fueron el cine y el teatro, especialmente en la creación de títeres. Escribió e hizo la escenografía del ballet Orión, el gran hombre del cielo para la cual se inspiró en la estética de la India, aunque nunca se realizó la puesta en escena mientras ella vivía. Sin embargo, se realizó en el año 2009 por el Laboratorio de la Máscara como parte de su exposición retrospectiva en el Museo de Arte Moderno. En el cine trabajó al lado de su segundo esposo, Edward Fitzgerald, en la realización de una película acerca de un mago que vivía en el fondo del mar, titulada Les magicienes. En ella el personaje principal estaba representado en algunos momentos por un actor y en otras por una marioneta. Ella preparaba y vendía algunos alimentos para sostener su producción. Años después, tras su separación de Fitzgerald, la película se concluyó pero la única copia se perdió, por lo que lo único que se preservan son algunas imágenes fijas.
A fines de la década de los sesenta Alice Rahon pintaba poco. Su exposición en 1986 en el Palacio de Bellas Artes apoyada por Teresa del Conde, quien en ese momento estaba a cargo del Instituto Nacional de Bellas Artes, fue la última y mayor exposición retrospectiva que se le hizo en vida. Más tarde sufriría el olvido de las instituciones e historiadores e historiadores del arte, siendo recuperada en 2009 con la exposición Alice Rahon, una surrealista en México (1939-1987) en el Museo de Arte Moderno, la cual consistía en más de 80 piezas compuestas por acuarelas, óleos, dibujos, collages y diversos documentos.
Estilo artístico
En su poesía, Rahon continuamente se refería a su infancia, a su padecimiento y a la nostalgia.
A su llegada a México, cuando comenzó a pintar, lo hacía principalmente con óleo; sin embargo, también hizo dibujo, collage y otros objetos. Sus principales influencias fueron el surrealismo, la poesía y sus viajes. Comenzó a hacer arte abstracto, aunque con elementos definidos, por lo que se considera una de sus precursoras, al lado de Carlos Mérida, Wolfang Paalen y Gunther Gerzso. También experimentó con texturas, ayudada con materiales como arena y sgrafitto.
Su temática consistía principalmente en paisajes, fiestas populares, naturaleza,  mitología, leyendas y homenajes a artistas que admiraba, como Frida Kahlo, Giorgio de Chirico, Pablo Neruda, Diego Rivera y Joan Miró. Su obra El gato herido hacía clara referencia al Venado herido de Kahlo. Un elemento que aparecía constantemente en su obra era el agua, por lo que hizo una serie inspirada en ríos con títulos como El Nilo, Río Papaloapan, Río Papagayos y Encuentro de Rivieras.